# Giovanni Furno
Giovanni Furno (Capua, 1º gennaio 1748 – Napoli, 20 giugno 1837) è stato un compositore italiano e insegnante di musica.
Ha insegnato a Napoli dal 1772 e fu poi ritenuto migliore insegnante del Conservatorio; Vincenzo Bellini fu tra i suoi allievi più famosi. Ha composto diverse vocali e le opere della tastiera. Furno era uno studente al Conservatorio di Sant'Onofrio a Napoli, dove ha anche insegnato dal 1775 al 1797. Dopo di che, è stato fino al 1808 docente di composizione al Conservatorio della Pietà de' Turchini e, infine, al Real Conservatorio di Musica San Pietro a Maiella. Tra i suoi allievi vi era anche Saverio Mercadante assieme a Vincenzo Bellini. Egli compose due opere, un Miserere, una sinfonia e altre opere per orchestra.